# Шахпур Шах
Шахпур Шах (д/н — 1884) — емір Афганістану з 12 жовтня до грудня 1842 року.

## Життєпис
Походив з династії Дуррані. Син Шуджа-Шаха, еміра Афганістану. Відомості про Фатх-Джана уривчасті. Діявразом з батько з початку першої англо-афганської війни у 1839 році. 1842 року брав  участьу поході британців на чолі із Джоном МакКаскілом до Кухістану. Після зречення свого брата Фатх-Джан Хана у вересні 1842 року залишився у Кабулі, незважаючи на наступ гільзаїв на чолі із Акбар-ханом.
12 жовтня за підтримки клана Сакадзаїв оголошений еміром Афганістану. Разом з тим почався відступ британських військ з країни. Шахпур намагався сформувати власні загони та перетягнути на свій бік провідні пуштунські клани, але без успіху. В грудні 1842 року перед неминучим вступом Акбар-хана до Кабула втік до Лудхіяни, володіння батька. Тут отримував британську пенсію в 2 тис. рупій. Невдовзі вимушенбувділити її з братом Фатх-Джаном, внаслідок чого його частка склала400 рупій. Подальша доля невідома, помер 1884 року.